# Gens Opímia
La gens Opímia (en llatí Opimia gens) va ser una gens romana d'origen plebeu que va aparèixer al segle iii aC durant les guerres samnites.
El primer que va obtenir el consolat va ser Quint Opimi l'any 154 aC. L'únic cognom que utilitzaven era Pansa. A les monedes el nom apareix sempre escrit com Opeimius.
Personatges destacats de la família van ser: 
- Gai Opimi Pansa, qüestor l'any 294 aC
- Quint Opimi, cònsol el 154 aC
- Luci Opimi, pretor el 125 aC i cònsol el 121 aC
- Luci Opimi, militar romà.
- Quint Opimi, tribú de la plebs el 75 aC